# Snellenius maculipennis
Snellenius maculipennis är en stekelart som först beskrevs av Szepligeti 1900.  Snellenius maculipennis ingår i släktet Snellenius och familjen bracksteklar. Inga underarter finns listade i Catalogue of Life.